# U-2 (航空機)
U-2
飛行中のU-2R 80-1068号機 (2013年撮影)
- 用途：高高度戦術偵察機
- 分類：偵察機
- 設計者：クラレンス・レオナルド・ジョンソン
- 製造者：ロッキード・マーティン
- 運用者： アメリカ合衆国( アメリカ空軍)
- 初飛行：1955年8月1日[1]
- 生産数：104機
- 運用開始：1957年
- 運用状況：現役

U-2（Lockheed U-2 "Dragon Lady" ）は、アメリカ合衆国のロッキード社が開発し、アメリカ空軍で運用されている高高度偵察機。F-104スターファイター戦闘機をベースに開発された。非公式の愛称である「ドラゴンレディ (Dragon Lady)」は「烈女」の意。その塗装から日本では「黒いジェット機」の異名もある（「黒いジェット機事件」参照）。
U-2はCIAと中華民国空軍でも当初運用されていたが、1970年代に退役したため、現在ではアメリカ空軍のみで運用されている。

## 概要

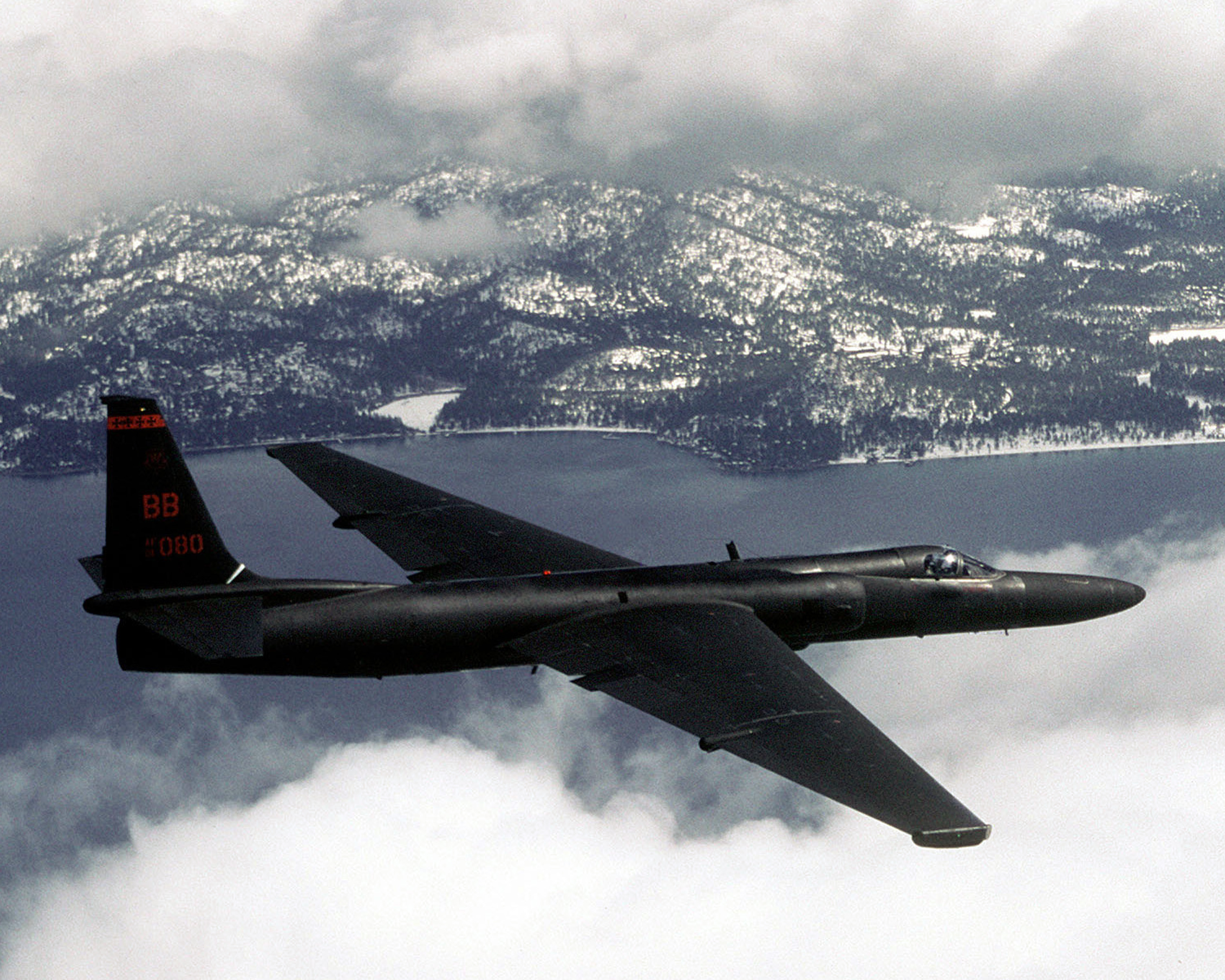
飛行中のU-2

CIAの資金により開発されたU-2は、1955年8月4日に1号機が進空して以来、冷戦時代から現代に至るまで、アメリカ合衆国の国防施策にとって貴重な情報源となった。
当初、空軍は高高度偵察機を各メーカに競争発注する予定だった。これを察知したロッキード社の開発チームであるスカンクワークス主任のクラレンス・ケリー・ジョンソンが、F-104を改造した偵察機型を秘密裏に空軍へ提案し、結果として空軍はこの提案に合致するような要求を各メーカに提示した。当然ながらこうした状況ではロッキード社の案が採用となり、これがU-2となった。当時は、ベル社などがX-16などを作成していたが、こうした他社の案は全て不採用となった。
U-2は細長い直線翼を備え、7万フィート（約2万1千メートル）を超える高高度を飛行し、偵察用の特殊なカメラを積み、冷戦時代はソ連など共産圏の軍備配備状況をはじめとする機密情報を撮影した。その並外れた高高度性能は、要撃戦闘機による撃墜を避けるため、敵機が上昇し得ない高高度を飛行するためのものだが、後に地対空ミサイルの発達により撃墜が可能となった（後述）。また、操縦の難しさから事故による損耗も多かった。機密任務のためパイロットには自殺用の青酸カリの錠剤が配布されていたが、これをキャンディと間違えて誤飲して墜落した事故も発生している。1960年代半ばの時点で既に初期型のかなりの数が失われており、機体を大型化して搭載量と航続距離を増し空力的な欠点を解消したU-2Rに取って代わられた。U-2Rは1967年から1年間製造されたが、1979年に生産が再開され、量産最終号機は1989年10月に引き渡されている。
戦闘機や地対空ミサイルの能力が向上した現在、撃墜される危険のある地域を強行偵察することは困難であるが、電子/光学センサー（搭載量約1.36t）の進歩は著しいものがあり、直接敵国上空を飛行しなくとも、かなりの情報収集が可能になっている。敵国の付近を飛ぶだけでも、通常高度500～600kmの低軌道に位置する偵察衛星に比べれば遥かに近い距離からの偵察であり、より精度の高い情報収集が可能である。そのため後継機であるSR-71が退役して以降も、偵察装備のアップデートにより、中東やユーゴスラビア内戦の紛争地帯に対しては有力な情報収集手段として用いられている。
アメリカ空軍は1990年代に、コクピット等のアビオニクスの機能を向上させ、エンジンをF118-GE-101（推力8,390kg）に換装した性能向上型U-2Sへの改修を行った。2018年時点での保有数はU-2Sが27機、TU-2Sが5機で、第9偵察航空団（9RW）に配備されている。
後継とされていた無人航空機RQ-4はペイロードが小さくU-2ほど多様な偵察装備を搭載できないことに加え、開発遅延と運用コストが高騰したことから当初より配備数を縮小し、U-2を完全に代替するには至っていない。ロッキード・マーティンは、後継機となる無人機「TR-X」を発表する一方、U-2Sの運用寿命を2050年まで延長する計画を提示している。
2023年9月26日、ロッキード・マーティンはU-2ATR（アビオニクス テック リフレッシュ）型の初飛行に成功したと発表した。通信装置やナビゲーションシステムなどを最新のものへ換装。また陸海空、宇宙やサイバー空間とも連接・統合できるよう新たなミッションコンピューターを搭載したという。

## 形式名について

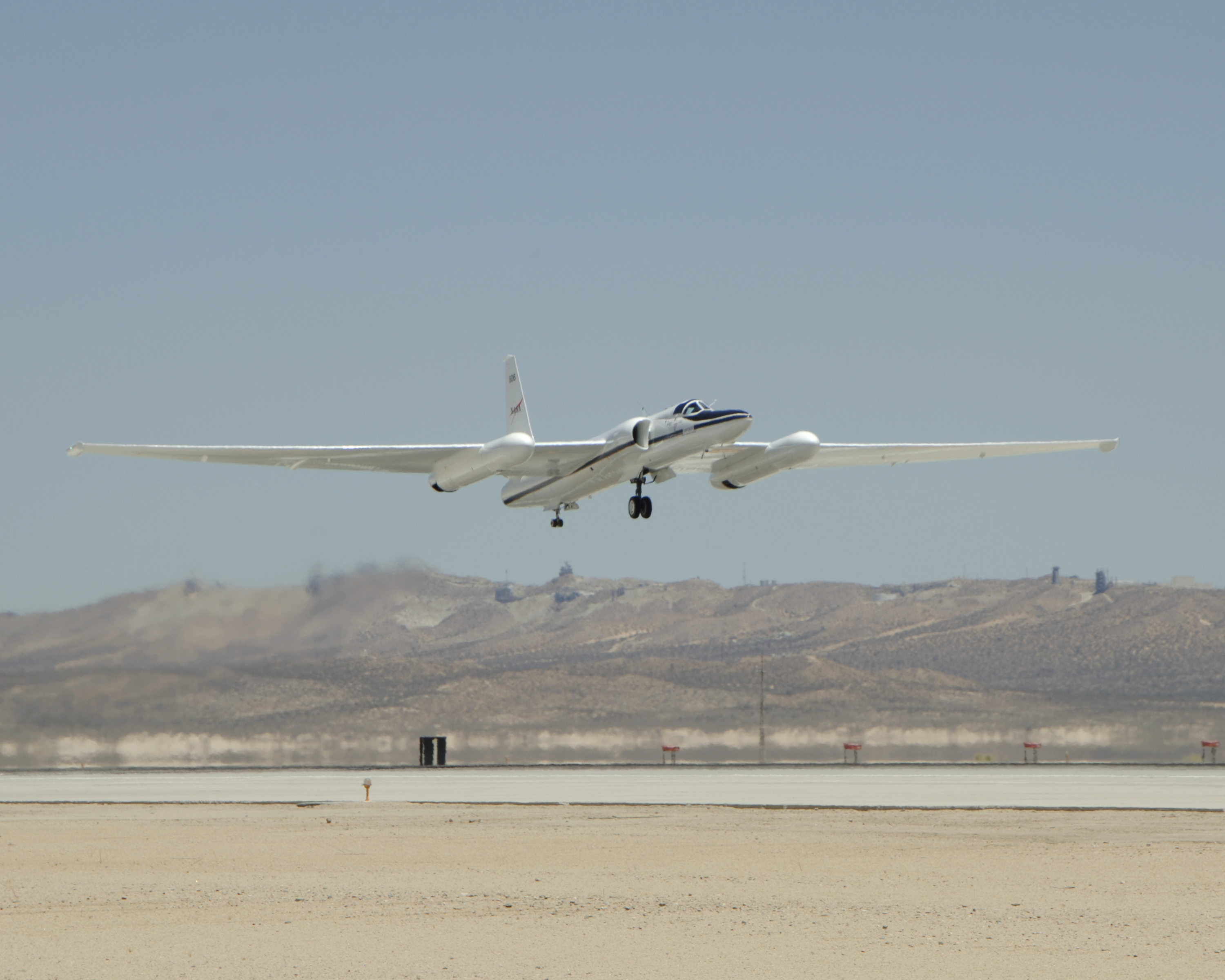
離陸するER-2

U-2のUは汎用機を表す任務記号で、本来偵察機ならばRが使用されるのだが、これはスパイ機という特性上本来の任務を秘匿するためにあえて付けられたものである。1979年から生産されたTR-1は、戦術航空軍団で運用し、戦術偵察を目的としたため、戦術偵察を意味するTRという名称を用いた。U-2RとTR-1は偵察装備が異なるだけで、基本的には同じ機体である。その後1991年10月にはTR-1の形式を使わないことになり再びU-2に統一された。
機体そのものは高高度の地球の大気観測など、その高空性能を活かして偵察以外の任務にも幅広く使われており、NASAでは研究機ER-2として、オゾン層の測定などに使用している。

## 特徴
U-2は高度 72,000 ft (21,900 m)以上の高高度成層圏を飛行することができる。旅客機で飛行する高度は通常、高くても 41,000 ft (12,500 m)程度なので、その約2倍ということになる。外観は誘導抵抗を減らすためのグライダーのようなアスペクト比の大きな主翼形状が特徴で、揚抗比（揚力と抗力の比率）は20以上であり、軽量化と非常に小さな空気抵抗により大型機ながら離陸後は急角度で上昇することが可能で、エンジン出力により低空ではそれなりの機動性を発揮する。
使用するジェット燃料は、超高高度の極低温でもジェット燃料として使用できるよう凝固点、粘度、爆発限界濃度のいずれもが低く抑えられ、なおかつ熱安定性が良好で高い安全性を備えたJPTSと呼ばれるU-2専用品が使われる。精製拠点が限られかつ高価なため、通常の軍用ジェット燃料のJP-8燃料をベースに流動点降下剤等の添加材を加えたJP-8+100LTの使用が模索されている。
U-2は軽量化を徹底した結果、降着装置が胴体前部と後部の2箇所にしかないタンデム式となった。離陸時には翼の両端に地上から離れるときに外れる補助輪をつけ滑走する。着陸時には支援車両がU-2と並走して翼が地面につかないよう指示を出しつつ十分に低速になったところで翼端を地面にすりつけ着陸、その後補助輪を装着され滑走路から移動を行う。
10,000 m以下であれば旅客機並みの飛行が可能であるが、高高度を飛行中の最大速度と当該高度における失速速度との差はわずか10 kn (19 km/h)と低く操縦性・機動性ともに難がある。また着陸時は主翼を支える降着装置が無く主翼端をバランス良く滑走路に擦り付けられる速度まで落とすのに超低空飛行を強いられるが、高い垂直尾翼と翼面荷重の低い主翼のため横風には弱く、そしてエンジンアイドル時の飛行速度もそこそこ速いことも相まって地面効果で浮き上がりやすいなど、前述した離陸方式と相まってもっとも操縦の難しい軍用機と呼ばれる。
徹底した軽量化は、同時にU-2の弱点も生み出している。後述のU-2撃墜事件では、ソ連防空軍の放ったS-75地対空ミサイルが付近で爆発した際の爆風で機体が破壊されて墜落した。これは地対空ミサイルの威力によるものではなく機体外壁が薄いために、衝撃波に耐えられなかったためである。また、軽量で大柄な機体のために空気抵抗が大きくなり、落下速度があまり速くならなかったため高高度から墜落したにもかかわらず、機体は大破と言うよりは潰されたような形で発見された。
パイロットは高高度を飛行するため、常時冷却される機能がついた特殊な与圧スーツを着用する。これは高高度で脱出する際に必要不可欠な装備でもある。このスーツは宇宙服とほぼ同様で、違いは色と生命維持装置が付いているかいないか、及び宇宙空間での推進装置が無いだけであるという。このスーツのヘルメットには数個の穴があり、ヘルメットを脱がずにチューブ入りの食料を摂取できる。また、呼吸と排泄のためのチューブが、外付けの機械と繋がっている。狭いコックピットに与圧スーツを着て乗り込むためスペースに余裕が無く、航空図をキャノピー上部に貼り付けるなどの工夫が行われている。
2009年にアポロ11号の月面着陸40周年を記念したBBCの番組『James May at the Edge of Space」』で、イギリス人のジャーナリストジェームズ・メイがアメリカ空軍のU-2に同乗し、高度70,000 ft (21,300 m)に到達した際は、コクピット内の計器類や、チューブを使った食事など、飛行中の機内の様子が放送された。
各種カメラやレーダーなどの偵察装備は、機首とQベイと呼ばれるコックピット後方のスペースに搭載される。コックピットからは下が見えにくく与圧スーツで体を動かせないことや、偵察高度では大きく機体を傾けられないため、計器板の中央には目標を撮影するカメラと同じ視界を映す円形のモニタがあり、シャッターを切るタイミングを決める他、航空写真などと照らし合わせることで航路修正にも利用できた。後に主翼に装備するポッドによってシギントにも対応した。一部の機体は背部にシニア・スパンと呼ばれる衛星通信用ポッドを装備し、得た情報を衛星データリンクでリアルタイムに送信することができる。
航空計器は当初はアナログ計器が並ぶ当時主流の設計だったが、近代改修によりグラスコックピット化され詳細な航路や機体情報の表示が可能となった。
自衛装置は無いが偵察高度を維持すれば攻撃は常に下から来ることや、そもそも戦闘機やミサイルが到達できなかったため、偵察用の円形モニタで下方を目視警戒し敵機が現れた時刻や方角を記録すれば十分であった。

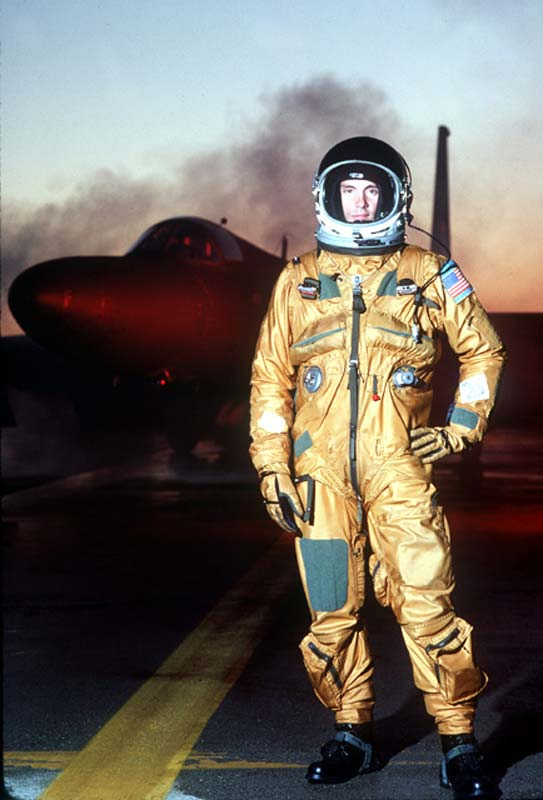
U-2と与圧スーツを着たパイロット。ヘルメットも宇宙服スタイルである。
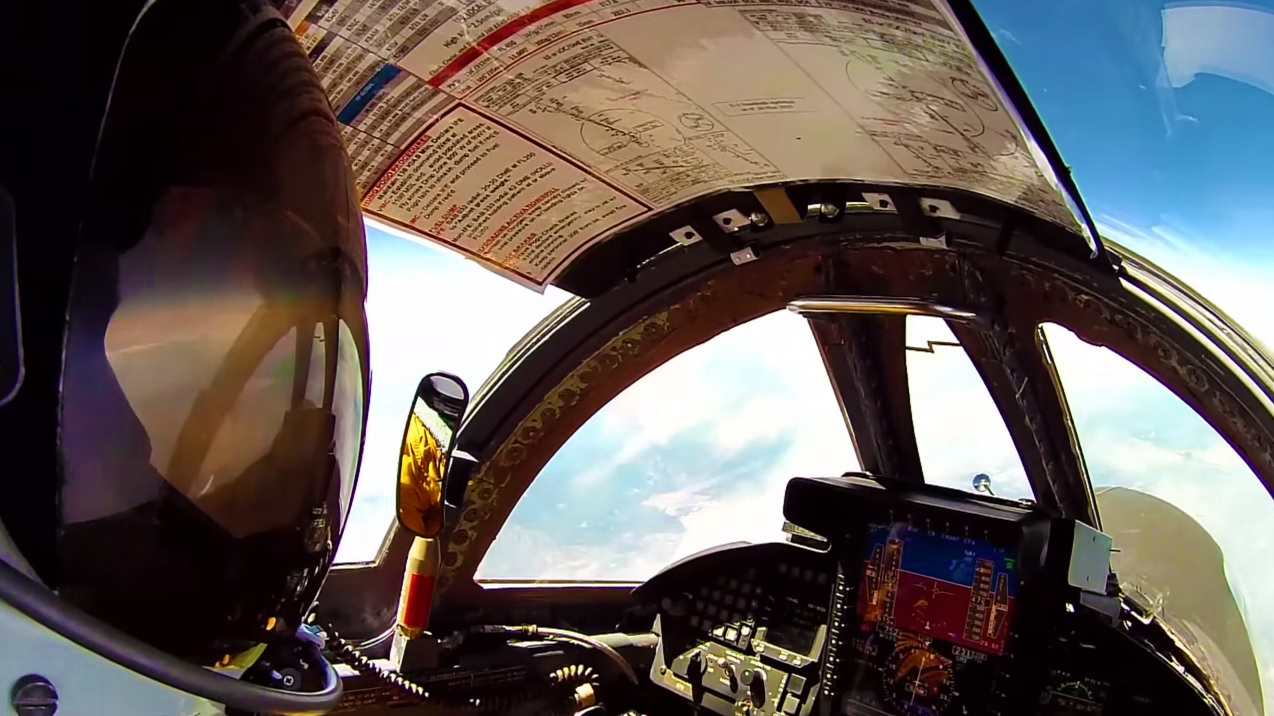
キャノピー上部に貼り付けられた航空図
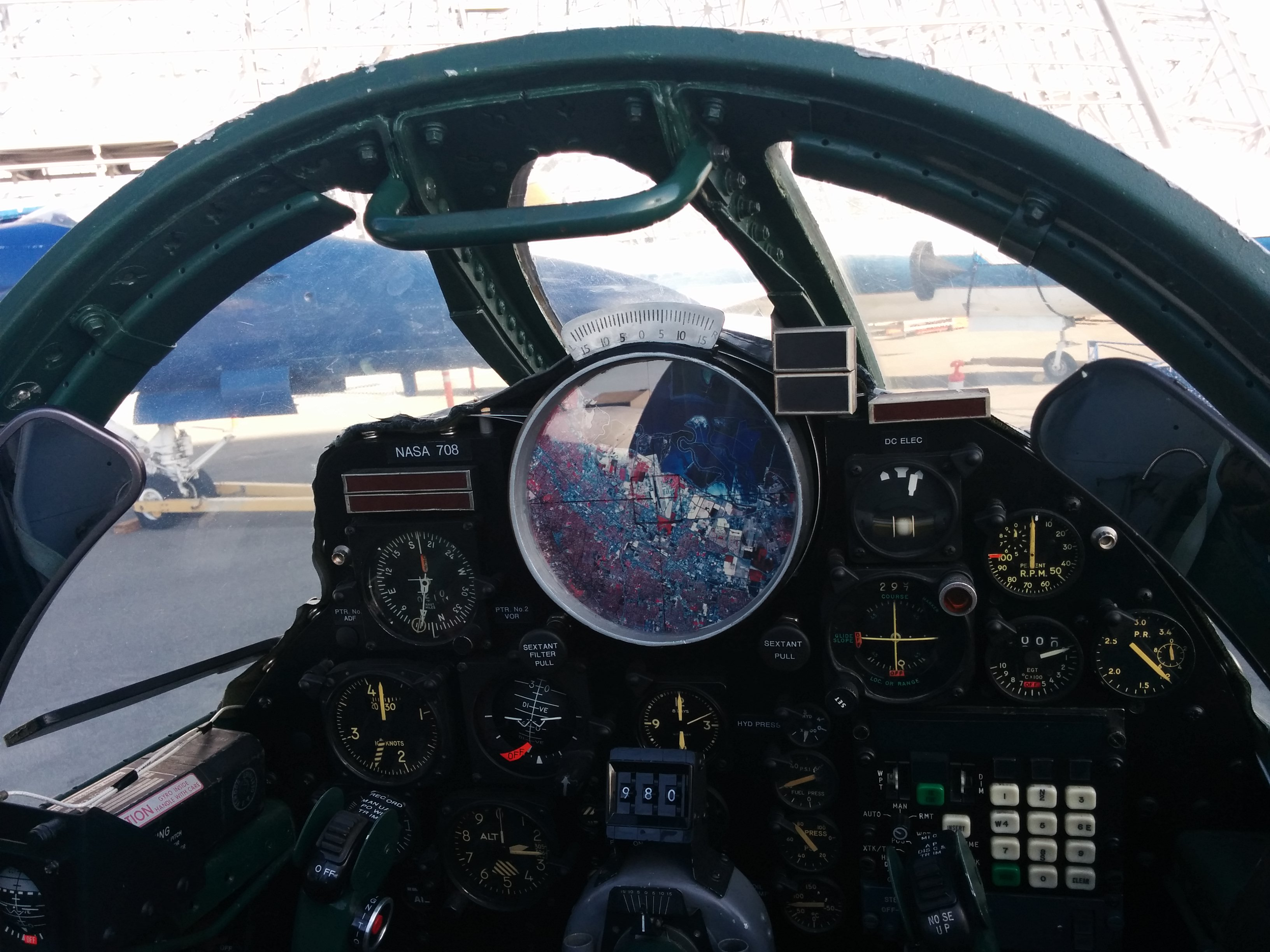
アナログ計器と円形モニタを搭載した旧型
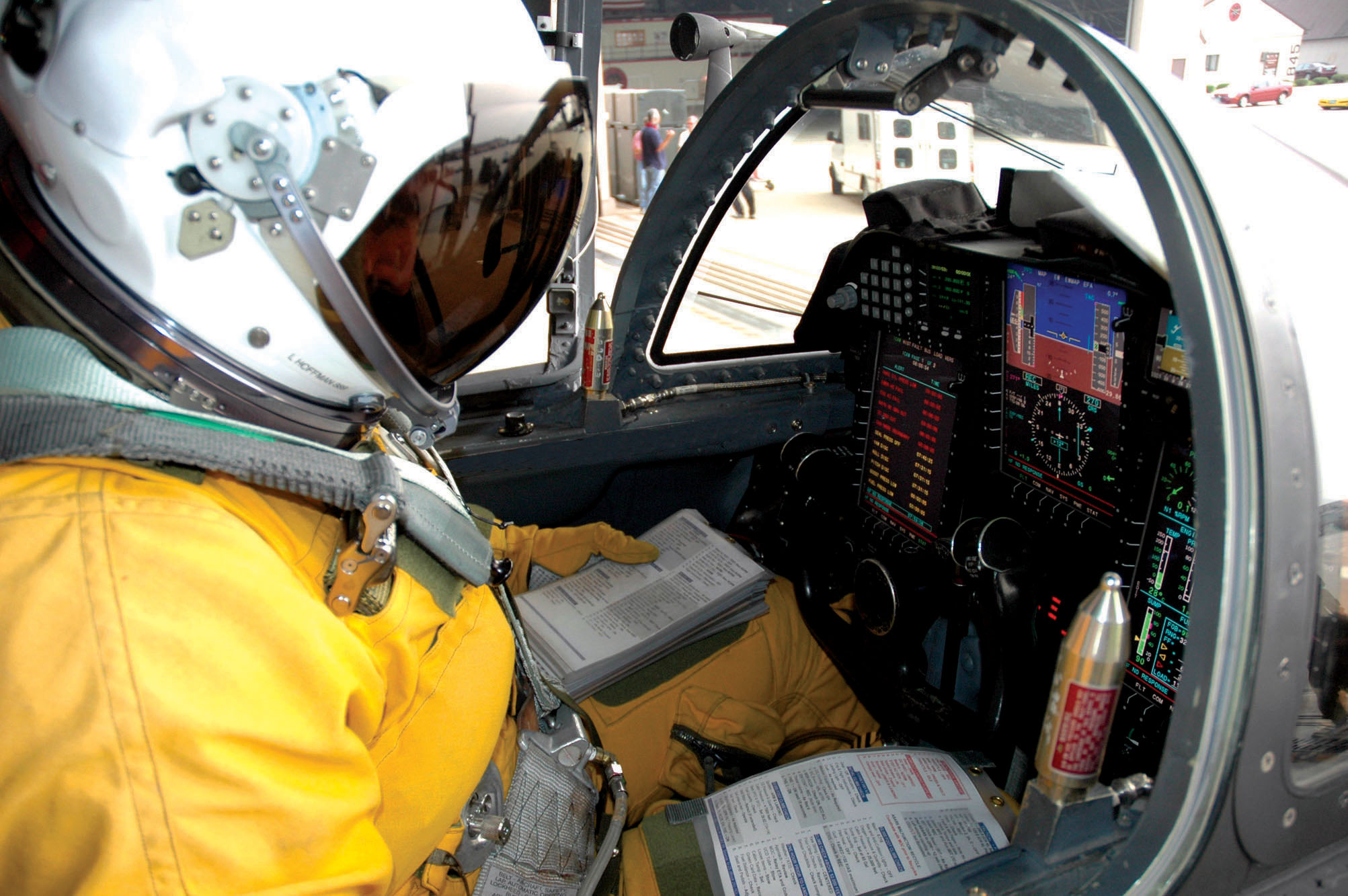
グラスコックピット化された機体（2006年）
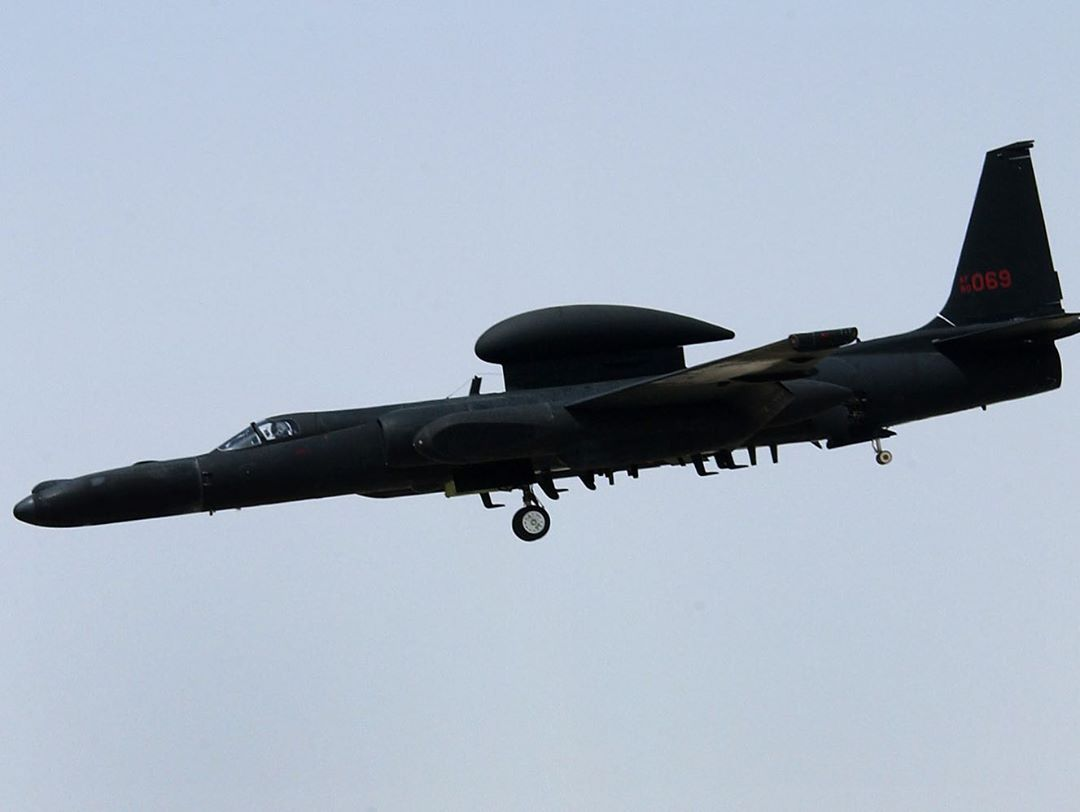
背部にある水滴型のポッドがシニア・スパン。
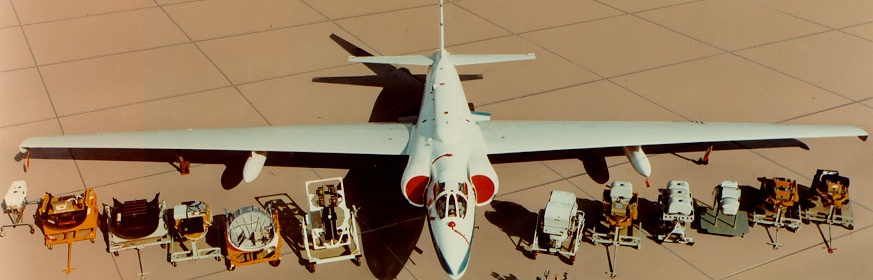
搭載可能な機材一式。
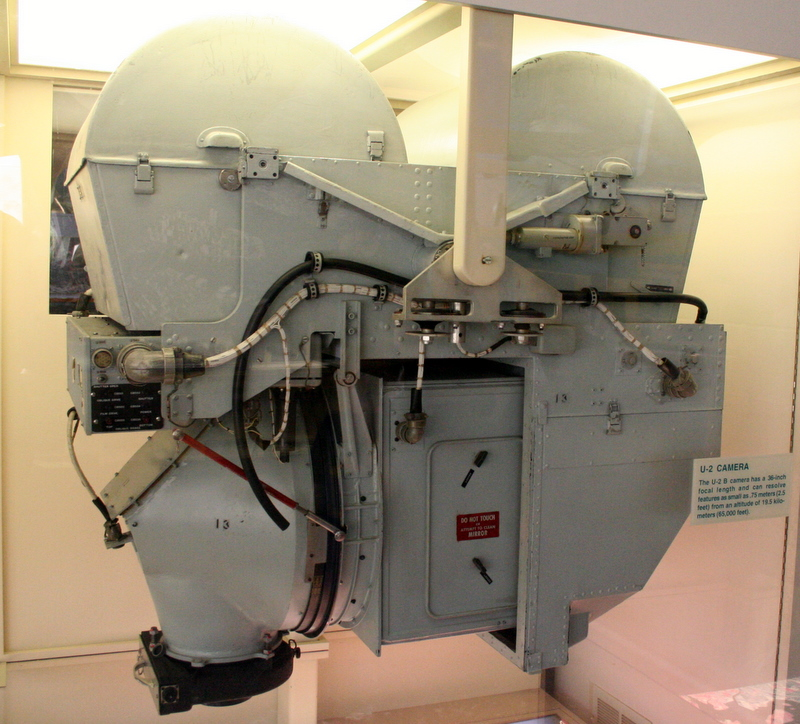
搭載されていたカメラ。幅18インチ（約47センチメートル）のロールフィルムを使用する。
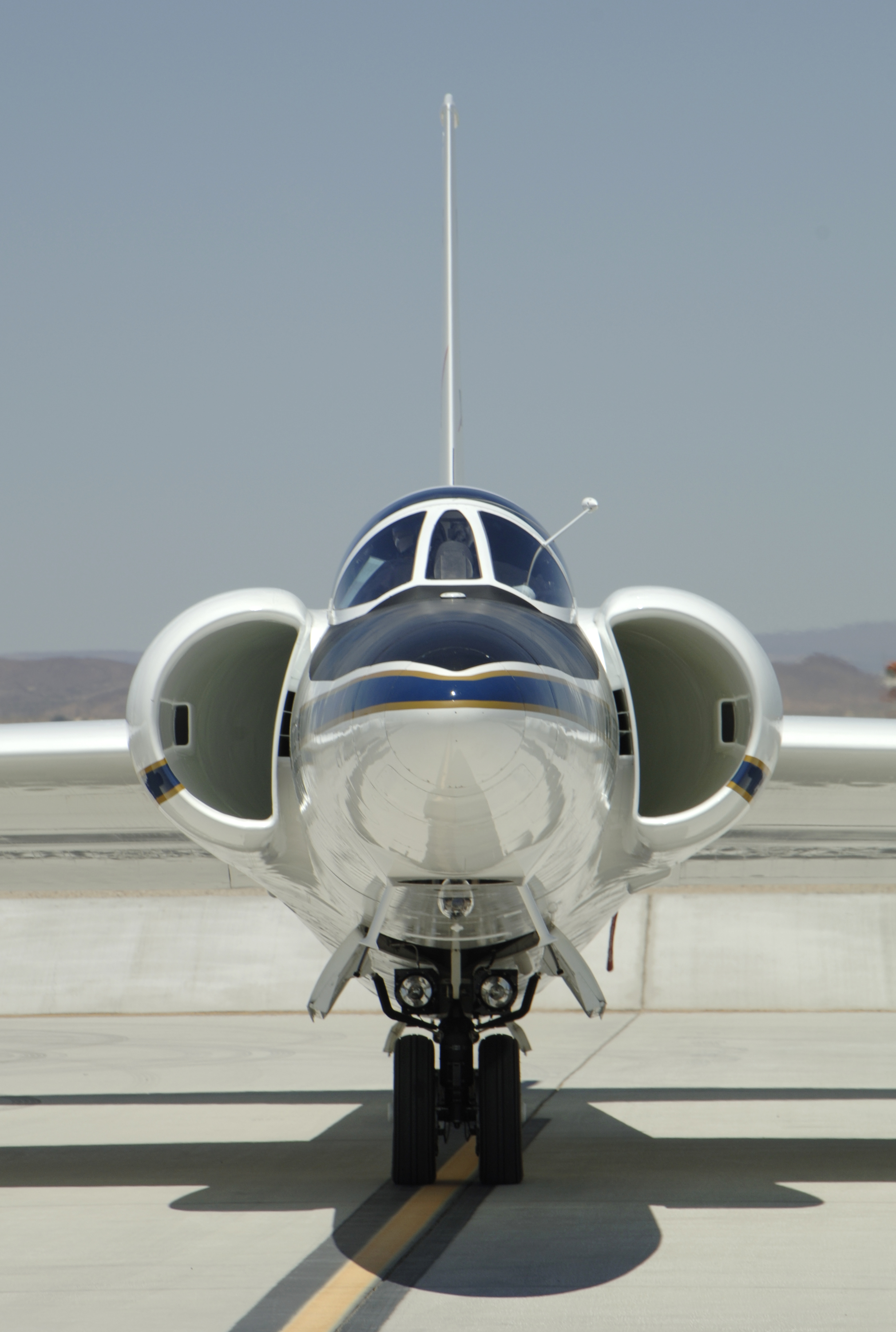
エアインテークと降着装置の形状（NASAのER-2）
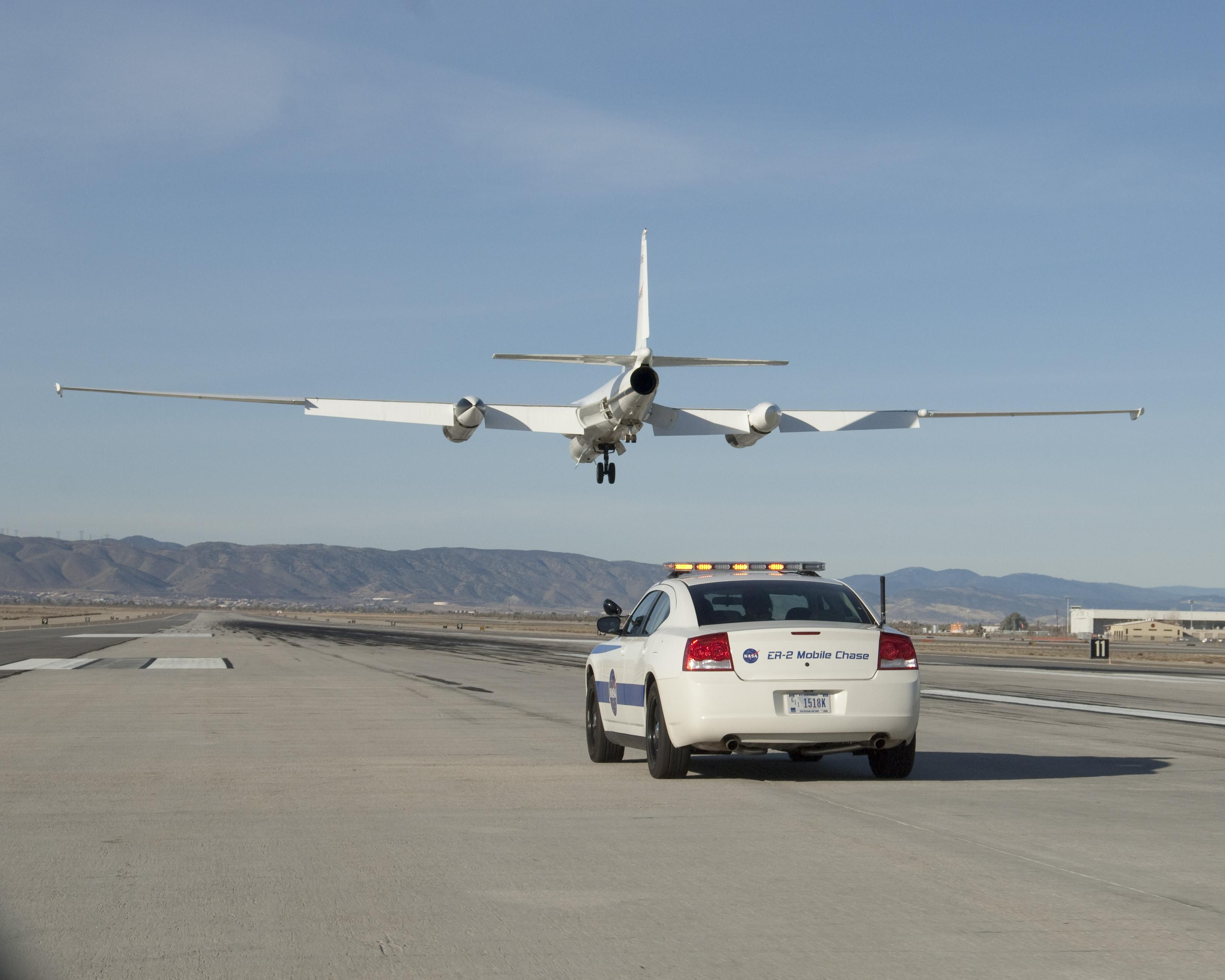
着陸するER-2と並走する支援車両（3代目ダッジ・チャージャー）
- 離着陸と低高度を飛行中の動画。

## 著名な任務・事件

### 黒いジェット機事件
U-2は台湾や日本国内の基地から、中華人民共和国や北朝鮮等への領空侵犯も含めた偵察飛行を行ったが、数回にわたり撃墜された。1959年（昭和34年）9月24日には、日本国内に配備されていたU-2が藤沢飛行場へ不時着し、「黒いジェット機事件」として問題化した。
また、1960年（昭和35年）5月9日、日本社会党は衆議院安保特別委員会で、厚木基地のU-2はスパイ活動を行っているのではないかと追及。後にアメリカ合衆国国務省がスパイ活動を否定したが、これにソビエト連邦が反応。対日覚書の中でU-2の日本駐留を非難した上で、同年5月28日、ニキータ・フルシチョフ首相が「スパイ機の基地は報復攻撃を行う」と牽制した。

### U-2撃墜事件

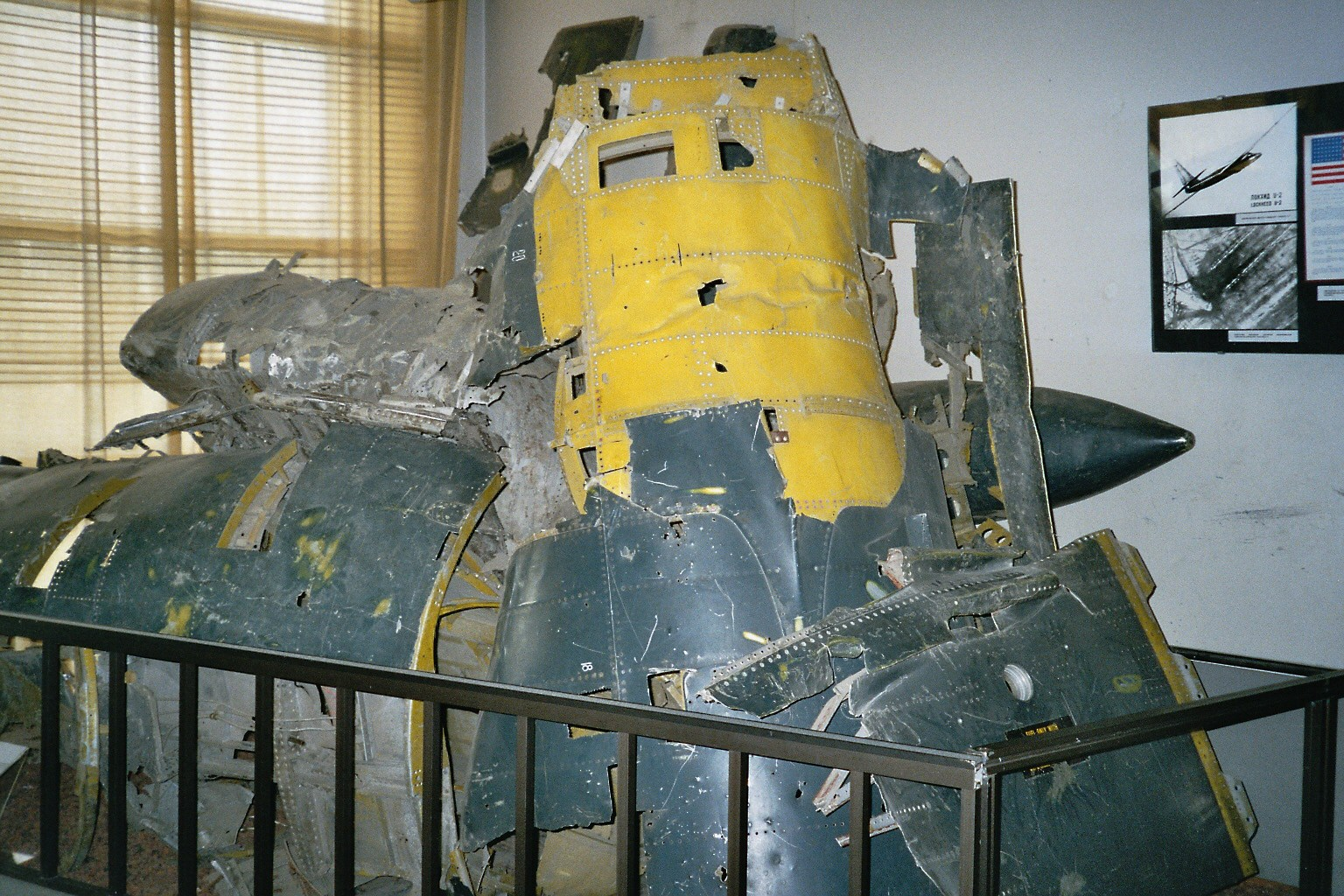
撃墜された機体の残骸

1956年6月からソ連領空を飛んで偵察を行うようになったU-2は、ソ連防空軍のMiG-19Pなどの迎撃戦闘機による迎撃をたびたび受けていたが、1950年代末にSu-9迎撃戦闘機が配備されるまでは、ソ連にはU-2に有効な攻撃を与え得る高度に達することのできる戦闘機は存在しなかった。その一方、ソ連ではU-2を撃墜するために新型の地対空ミサイルも開発していた。
1960年5月1日にはソ連領空内にCIA所属のU-2偵察機が領空侵犯をして偵察飛行をしていたところ、S-75地対空ミサイルによる迎撃を受け、U-2はあえなく撃墜された。撃墜されたU-2は、前年「黒いジェット機事件」を起こした機と同一であることが後に判明している。
パイロットのフランシス・ゲーリー・パワーズは脱出し無事であったがソ連に捕虜として捕らえられ公開裁判にかけられた。パワーズはスパイ飛行を認め有罪となるが、その後アメリカで逮捕されたKGBのルドルフ・アベル大佐との身柄交換により釈放された。
撃墜されたU-2は半径数100kmの範囲に散乱しており、それらの破片は数千人のソビエト軍兵士によって拾い集められ、技術情報が収集された。フルシチョフ首相はベリエフに対しU-2のコピー機を開発するように命令し、1961年には試作機S-13が完成した。しかし重量が重く高高度を飛ぶことができず1962年5月に開発が中止された。

### キューバ危機

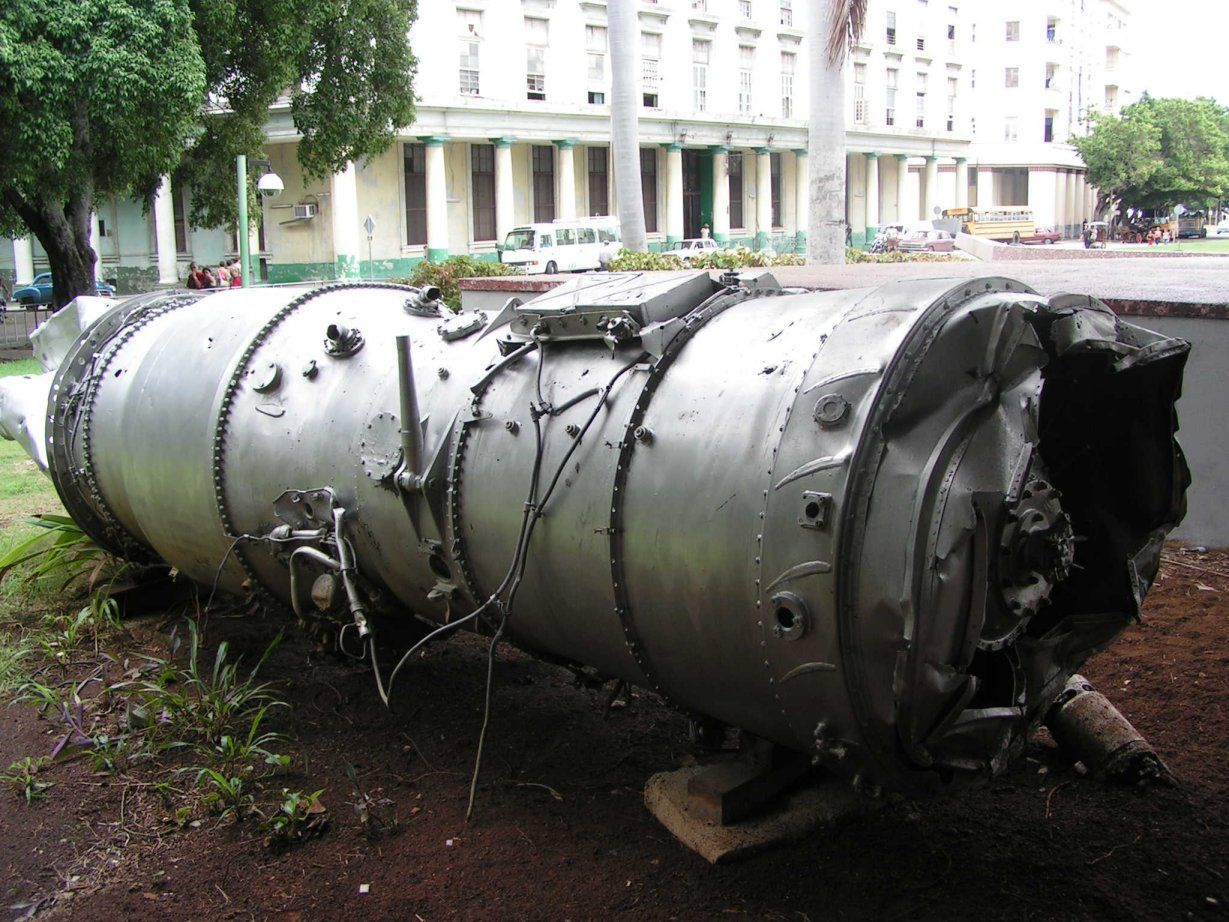
キューバで屋外展示されている撃墜機のエンジン

冷戦下においてU-2偵察機はソ連や中華人民共和国、キューバなどの東側諸国への偵察飛行を行った。1962年10月14日にはキューバへの偵察飛行により、アメリカ合衆国本土を攻撃できる弾道ミサイルの基地がソ連軍による建設されていることを発見したが、27日にはソ連軍のS-75地対空ミサイルで撃墜され、パイロットのルドルフ・アンダーソンは死亡した。

### 黒猫中隊

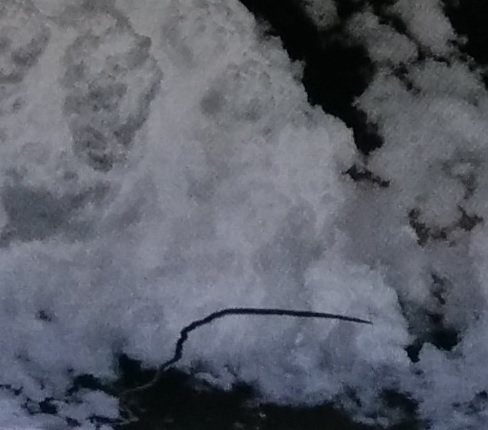
黒猫中隊機に向け発射された地対空ミサイルを機体から撮影した写真（1966年）

1961年には、CIAの支援の下で中華民国空軍内にU-2を運用する第25中隊、通称「黒猫中隊」が創設された。黒猫中隊は、1959年からアメリカ国内で訓練を受けていた中華民国空軍のパイロットで編成され、2機のU-2での中華人民共和国奥地への偵察に従事した。当然、この任務も中国政府が支配している地域への領空侵犯をしながらの危険な任務であり、中国人民解放軍空軍による迎撃で5機を失い3名のパイロットが戦死、任務中や訓練中の事故で6名のパイロットが殉職した。U-2のほかにRB-57とRF-84Fも供与された。
黒猫中隊のもたらした情報は、中ソ国境での軍事的緊張を示しており、中ソ対立が深刻化していることを明らかにした。また中国の核兵器開発の情報をもたらした。1972年にニクソン大統領の中国訪問で米中両国間の国交が樹立され、米中両国間の緊張関係が緩和されると中国への偵察任務は停められ、1974年に黒猫中隊は解散となった。

### 空母での運用試験

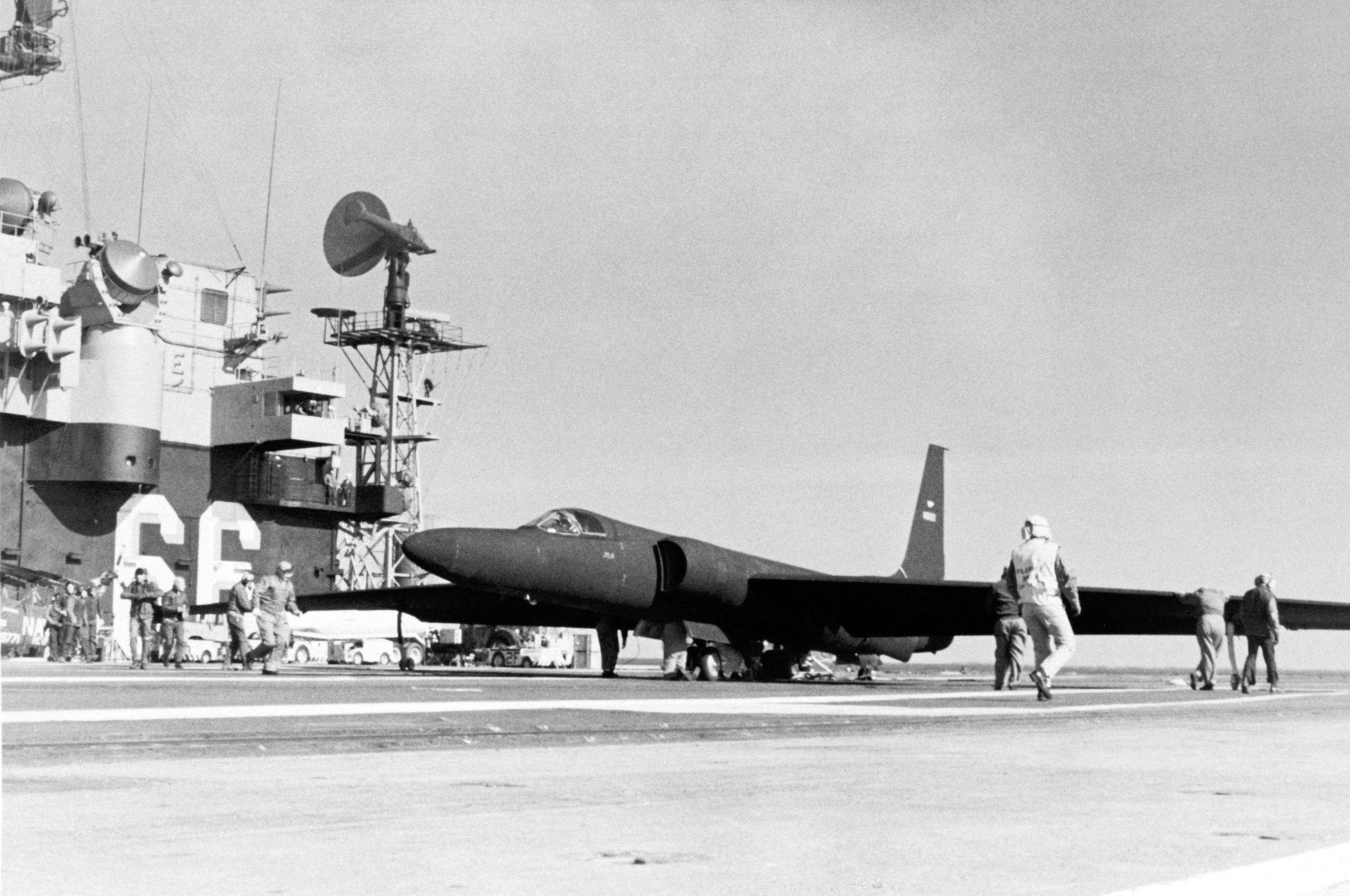
空母「アメリカ」で試験されるU-2

U-2はアメリカ海軍でも洋上哨戒機としての使用が検討されていたことがあり、空母運用試験用に改造されたU-2Gが1964年に空母「レンジャー」からの発着艦実験に成功し、同年フランスが南太平洋ムルロア環礁で行った核実験の情報収集に活用された。U-2Rにも空母運用のために改造された機体が存在し、1969年に空母「アメリカ」で試験された。しかし航続距離の長さ故に空母に搭載する必要性がないことなどから、結局海軍は偵察衛星や他の艦上機を使うことに決めたため、採用されなかった。

### ISIL掃討作戦
2010年代後半には、ISIL掃討作戦に出動。無人偵察機とともに幹部や隠れ家、戦闘拠点などの偵察にも活用されている。

### 2023年中国気球事件
中国が北アメリカ大陸上空に侵入させた偵察・通信傍受気球に接近して写真を撮影した。

## 各型

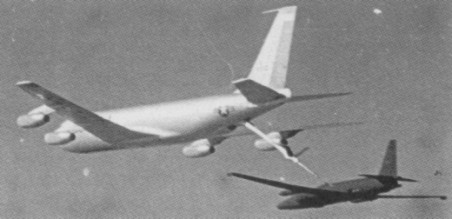
KC-135Qから空中給油を受けるU-2F

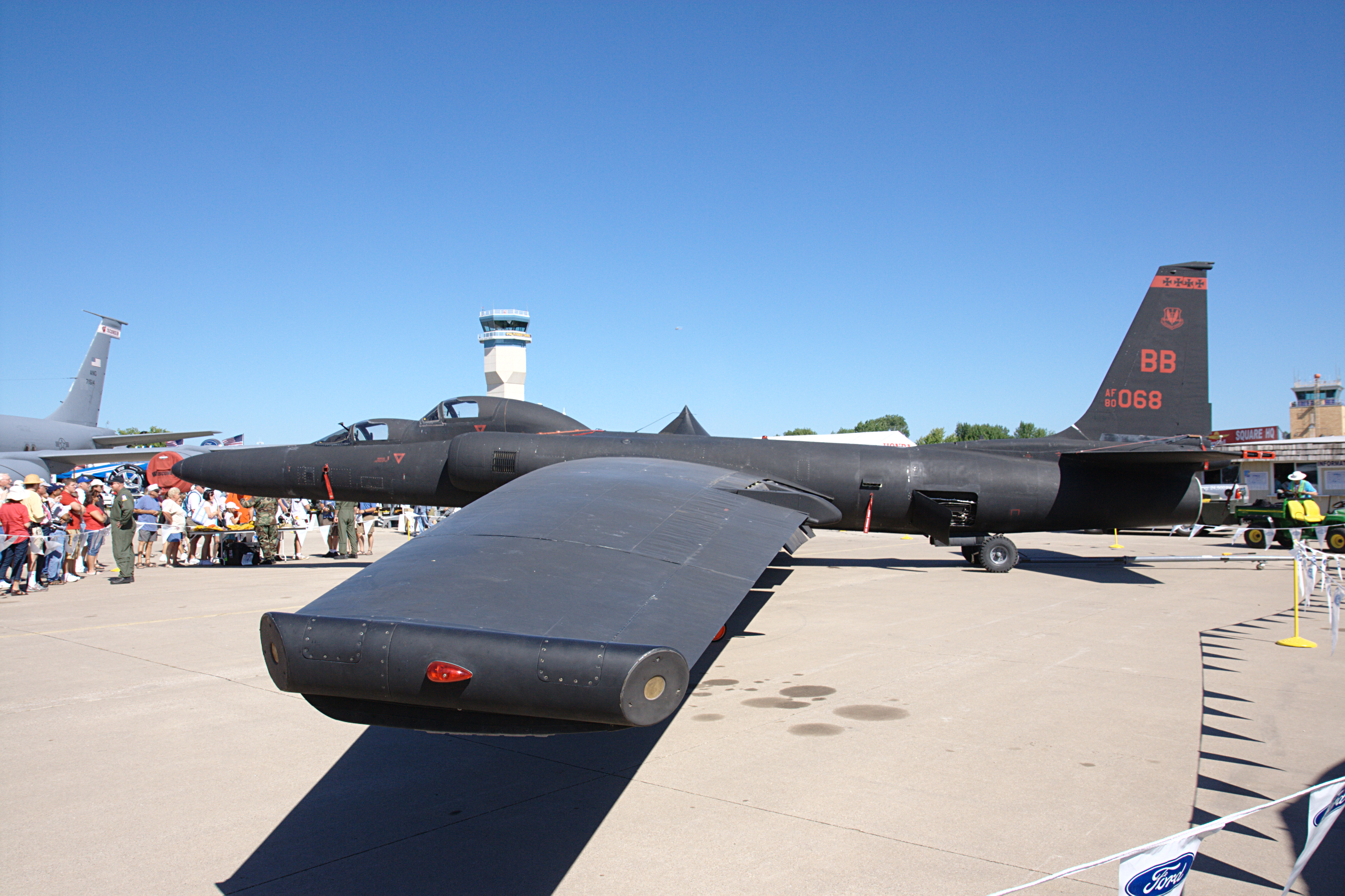
TU-2S

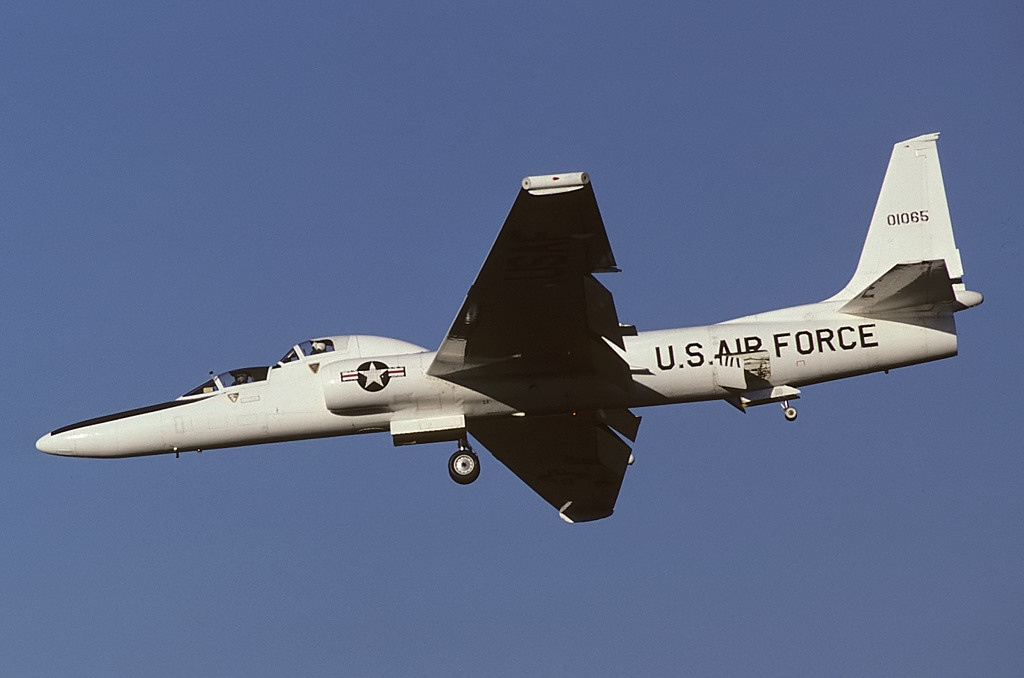
TR-1B

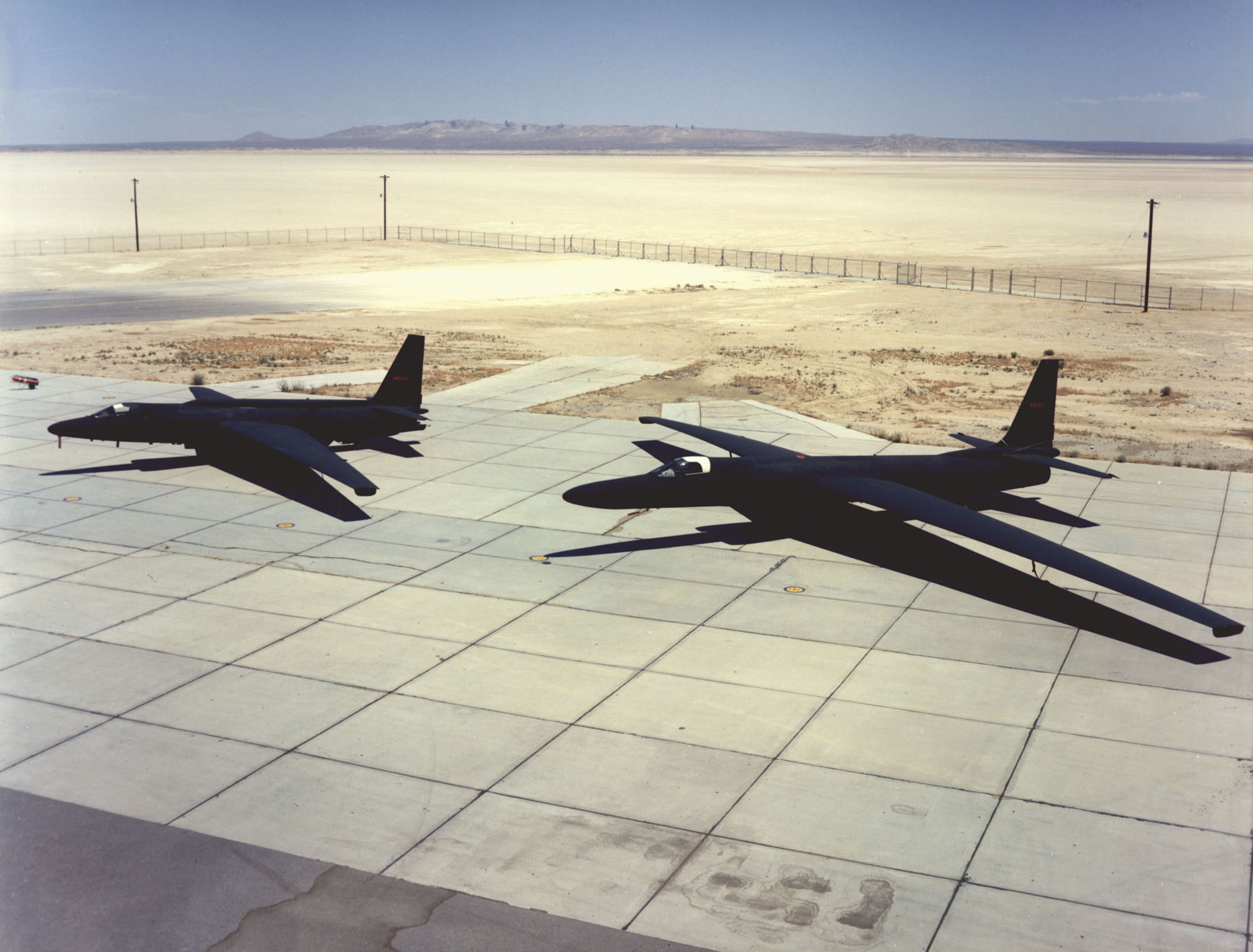
U-2（左）とU2-Rの比較

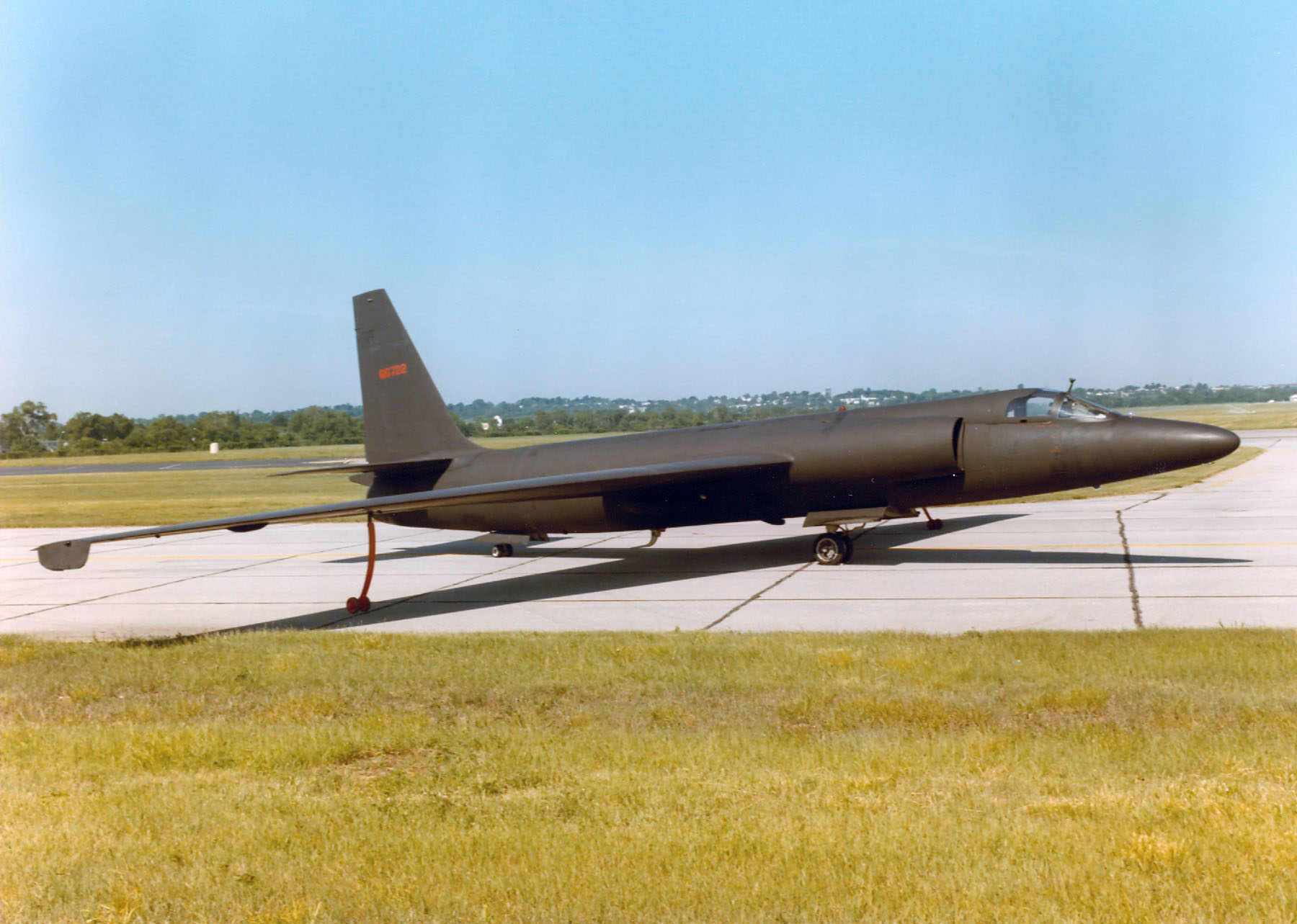
U-2A
初期型、単座機。J57-P-37Aジェットエンジン搭載。48機製造。
U-2B
J57-P-31エンジン搭載、5機製造。
U-2C
空気取り入れ口を大型化し、機首を延長。
U-2CT
コックピット後部に独立した後席を増設した、複座練習機型。
U-2D
U-2Aのコックピット後部にある偵察ベイに、2つ目の座席を装備できるようにした型。
U-2E
U-2Bの空中給油対応型。
U-2F
U-2Cの空中給油対応型。
U-2G
航空母艦発着用にアレスティング・フックの追加、降着装置が強化された型。3機改修。
U-2R
これ以降後期生産型。機体サイズが約40％増大。1967年初飛行。12機製造。
U-2RT
U-2Rの複座練習機型。1機製造。
U-2EPX
U-2Rの海洋哨戒型。2機製造。
WU-2
大気・気象観測機型。
TR-1A
側方監視レーダーなどを搭載した戦場監視機。アビオニクスなども更新。1981年初飛行。33機製造。
TR-1B
TR-1Aの複座練習機型。後部の教官席はスタジアムシーティングとなっている。2機製造。
ER-2
NASA用の地球環境調査機。単座。
U-2S
U-2R及びTR-1Aの改良型。エンジン、センサー、航法システムなどを更新。31機改修。
TU-2S
TR-1Bの改良型。

## 諸元
U-2S
- 全長：19.13m
- 全幅：31.39m
- 全高：4.88m
- 最高速度：M0.8
- エンジン：GE F118-GE-101ターボファンエンジン×1基
- 推力：8,600kg
- 空虚重量：7,250kg
- 最大離陸重量：18,598kg
- 航続距離：7,400km
- 最高高度：27,000m (約89,000ft)
- 定員：1人

## 展示中の機体
| 型名           | 番号        | 機体写真 | 所在地                                            | 所有者                                                             | 公開状況 | 状態     | 備考 |
| -------------- | ----------- | -------- | ------------------------------------------------- | ------------------------------------------------------------------ | -------- | -------- | --- |
| U-2F           | 56-6676 343 | 画像集   | キューバ各地                                      | 国立対盗賊戦博物館 革命博物館 サン・カルロス・デ・ラ・カバナ要塞跡 | 公開     | 静態展示 | 1962年10月27日にアメリカ空軍のルドルフ・アンダーソンの操縦で飛行していた際にオルギン州べネスでS-75地対空ミサイルによって撃墜された。                                                                               |
| U-2C           | 56-6680 347 |          | アメリカ合衆国ワシントンD.C.                      | 国立航空宇宙博物館                                                 | 公開     | 静態展示 | |
| U-2A U-2G U-2C | 56-6681 348 |          | アメリカ合衆国カリフォルニア州                    | モフェットフィールド歴史協会博物館                                 | 公開     | 静態展示 | |
| U-2D           | 56-6682 349 |          | アメリカ合衆国ジョージア州                        | ミュージアム・オヴ・エイヴィエーション                             | 公開     | 静態展示 | |
| U-2C           | 56-6691 358 |          | 中国 北京                                         | 中国人民革命軍事博物館                                             | 公開     | 静態展示 | 1965年1月10日に台湾空軍の張立義の操縦で飛行していた際に北京南西でS-75地対空ミサイルによって撃墜された。 |
| U-2CT          | 56-6692 359 |          | 英国ケンブリッジシャー州                          | ダックスフォード帝国戦争博物館                                     | 公開     | 静態展示 | |
| U-2C           | 56-6693 360 |          | ロシア連邦モスクワ市 アメリカ合衆国メリーランド州 | 中央軍隊博物館 アメリカ国立暗号博物館                              | 公開     | 静態展示 | 1960年5月1日に退役軍人のフランシス・ゲイリー・パワーズの操縦で飛行していた際にスヴェルドロフスク上空でS-75地対空ミサイルによって撃墜された。主な残骸はロシアにあるが、一部は国際交流によってアメリカに寄贈された。 |
| U-2C           | 56-6701 368 |          | アメリカ合衆国ネブラスカ州                        | 戦略航空軍団・航空宇宙博物館                                       | 公開     | 静態展示 | |
| U-2C           | 56-6707 374 | 写真     | アメリカ合衆国テキサス州                          | ラフリン遺産財団博物館                                             | 公開     | 静態展示 | ラフリン空軍基地の正門前に展示されている。 |
| U-2D           | 56-6714 381 | 写真     | アメリカ合衆国カリフォルニア州                    | ビール空軍基地                                                     | 公開     | 静態展示 | |
| U-2C           | 56-6716 383 | 写真     | アメリカ合衆国アリゾナ州                          | デイヴィスモンサン空軍基地                                         | 公開     | 静態展示 | |
| U-2D           | 56-6721 388 |          | アメリカ合衆国カリフォルニア州                    | ブラックバード航空公園                                             | 公開     | 静態展示 | |
| U-2A           | 56-6722 389 |          | アメリカ合衆国オハイオ州                          | 国立アメリカ空軍博物館                                             | 公開     | 静態展示 | |
| U-2C           | 56-6953 393 |          | ノルウェー ヌールラント県                         | ノルウェー航空博物館                                               | 公開     | 静態展示 | |